# Un loc liniștit
Un loc liniștit este un film românesc de scurtmetraj din 2016 regizat de Ronny Dörfler. Rolurile principale au fost interpretate de actorii Șerban Pavlu, Mădălina Craiu, Maria Obretin.

## Distribuție
- Maria Obretin — Mama
- Andrei Ciopec
- Mădălina Craiu — Cristina
- Șerban Pavlu — Tatăl